# Suarius helanus
Suarius helanus är en insektsart som först beskrevs av X.-k. Yang 1993.  Suarius helanus ingår i släktet Suarius och familjen guldögonsländor. Inga underarter finns listade i Catalogue of Life.